# Escudo

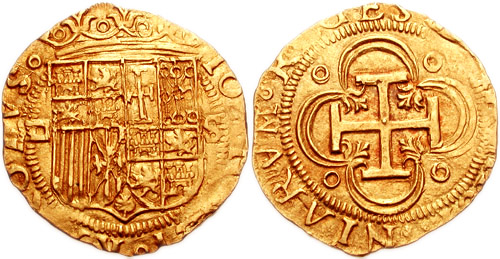
Giovanna & Carlo I. 1504-1555. AV Escudo (24 mm, 3.38 g, 9 h). zecca di Siviglia.

Escudo (termine che in portoghese e spagnolo significa scudo) è il nome usato in passato per alcune monete in Spagna, in Portogallo ed in paesi che ne hanno subito l'influenza politica e culturale. 
La più famosa moneta con questo nome è stata l'Escudo portoghese, utilizzato in Portogallo e nelle sue colonie prima dell'introduzione dell'Euro. Attualmente è il nome della valuta usata nel Capo Verde.

### Valute usate attualmente
- Escudo capoverdiano

### Valute usate nel passato
- Escudo angolano
- Escudo boliviano
- Escudo cileno
- Escudo mozambicano
- Escudo portoghese
- Escudo spagnolo